# Say Yes to Heaven
Say Yes to Heaven è un singolo della cantante statunitense Lana Del Rey, pubblicato il 19 maggio 2023.

## Antefatti
Il brano era stato originariamente composto nel 2012 e registrato l'anno seguente poiché avrebbe dovuto fare parte dell'album Ultraviolence (2014), venendo in ultimo scartato dalla lista tracce finale.

## Classifiche
| Classifica (2023) | Posizione massima |
| ----------------- | ----------------- |
| Australia         | 20                |
| Austria           | 36                |
| Canada            | 34                |
| Francia           | 90                |
| Germania          | 41                |
| Lussemburgo       | 25                |
| Norvegia          | 25                |
| Nuova Zelanda     | 10                |
| Paesi Bassi       | 64                |
| Portogallo        | 68                |
| Regno Unito       | 9                 |
| Stati Uniti       | 54                |
| Svezia            | 28                |
| Svizzera          | 18                |